# Sjurberg
Sjurberg är en by i Rättviks socken, Rättviks kommun, ett par kilometer nordväst om Rättviks kyrka.

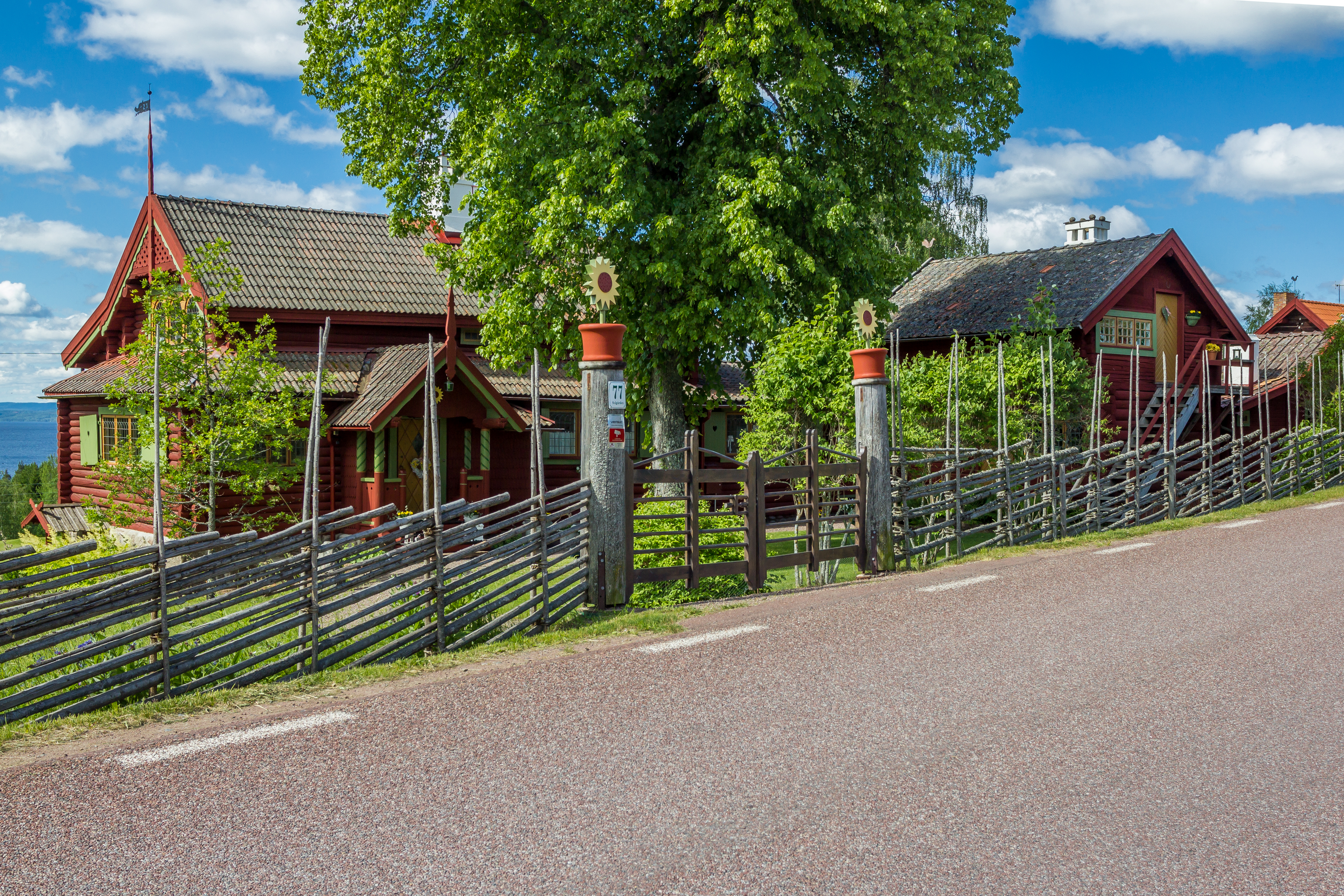
Solgården

Byn, som på 1910-talet omfattade ett 30-tal gårdar varav 14 äldre bondgårdar blev redan i slutet av 1800-talet kom Sjurberg att bli en viktig turistort och redan Karl-Erik Forsslund kom att kalla byn "Djursholms fäbodar".
Märta Améen hade i början av 1890-talet tillbringat några somrar i Dalarna hos sin moster Emma Sparre. Efter sitt giftermål med senare generalmajor John Améen förvärvade de Tånggården i Sjurberg som sommarbostad och blev de första sommargästerna här. Tånggården inköptes senare av arkitekt Isak Gustaf Clason som lät omgestalta gården i nationalromantisk stil. Sedan 1986 är Tånggården byggnadsminne. På Tånggården gästades Clason av en rad betydelsefulla arkitekter, vilka alla hyllade Dalarna som arkitektoniskt ideal. Bland dessa märks Ferdinand Boberg, Torben Grut, Carl Westman, Lars Israel Wahlman, Ivar Tengbom, Axel Einar Hjorth och Hakon Ahlberg.
På granngården till Tånggården uppförde Emma Sparre 1897 Solgården. Inspirationen till gården inhämtades från Johannishus, där Emma Sparre året innan målat ett grupporträtt åt familjen Wachtmeister. På godset fanns en "bondstuga" (ryggåsstuga), i nationalromantisk stil, kallad solgården. Solgården i Sjurberg ritades av Gustaf Améen, släkting till systerdotterns man. Gården köptes 1913 av familjen Palmstierna sedan 2001 är den byggnadsminne.
Emma Sparres syster Helena Munktell lät 1901 uppföra sommarbostaden Sjurgården, från 1901 benämnd Furuhof. En annan syster Amlia Hielmstjerna lät 1906 bygga Rönneliden av äldre hitflyttade byggnader. Den yngsta systern Clara Gérard inledde 1908 storstilade planer på en karolinsk herrgård här i Sjurberg, men sedan hon avlidit 1911 skrinlades de stora planerna och den tilltänkta tjänstebostaden blev istället huvudbyggnad på en enklare sommarhusanläggning, först kallad Siljansbacken, senare yngre Karasgården. Den äldre Karasgården byggdes 1904 av löjtnant Erik Poppius, inköptes 1908 av kammarherre Malkolm Leijonhielm. Omkring 1910 kulminerade sommarvilebyggandet i Sjurberg 1909 uppfördes Grangården, samma år Sommargården, och 1910 anlade friherre Carl Henrik Leijonhielm Baazgården. Företagaren Harry Tranchell uppförde vid samma tid Aninagården, borgmästare Björn Gustaf Hazelius köpte den gamla bondgården Jonases som han lät bygga om till sommarbostaden Majgården. 1923 tillkom Lillgården, byggd av bankdirektör Belfrage och 1926 Grevgården, uppförd efter ritningar av arkitekt Albert Collett åt tonsättaren, forskningsresande greve Axel Raoul Wachtmeister som ersättning för en äldre villa, Skogsvillan.
Därtill byggdes förutom en rad mindre pensionat även två större hotell i Sjurberg Hotell Persborg 1903 och Siljansborg 1909. På Siljansborg var kungaparet bland annat på vintersemester 1911 och 1913